# Barva landskommun
Barva landskommun var en tidigare kommun i Södermanlands län.

## Administrativ historik
Kommunen inrättades i Barva socken i Österrekarne härad i Södermanland när 1862 års kommunalförordningar började gälla den 1 januari 1863.
Vid kommunreformen 1952 uppgick den i storkommunen Kafjärdens landskommun som upplöstes med utgången av år 1970, då området tillfördes Eskilstuna kommun.

## Kommunvapnet
Blasonering: Kluven i blått, vari ett gyllene sädesax, och guld, vari fem gröna almblad, ordnade 2, 1, 2.
Vapnet fastställdes av Kungl. Maj:t den 27 december 1951 och upphörde den 1 januari 1952, det var alltså i bruk bara några dagar.